# Ingemarshof

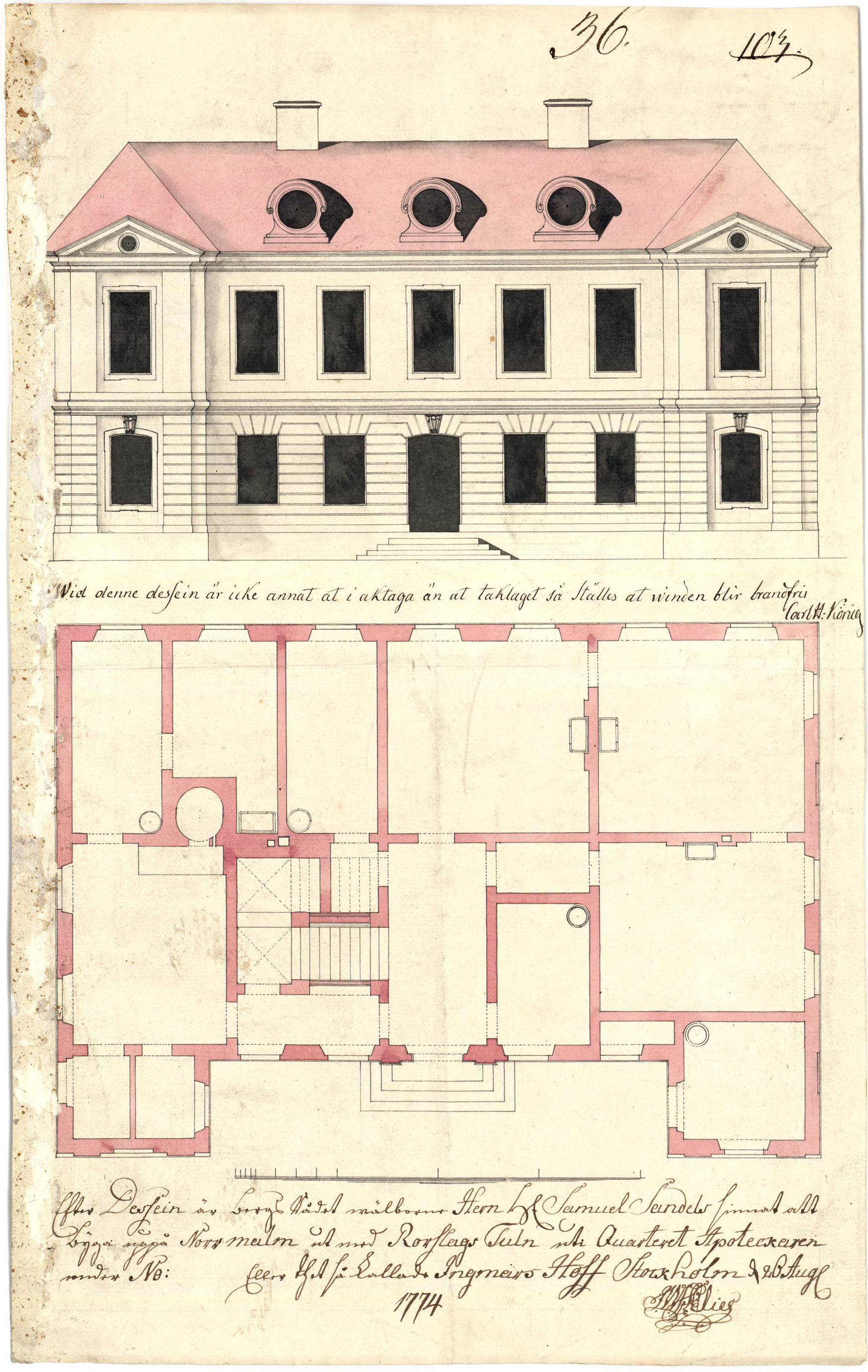
Ingemarshof, byggnadsritning upprättad av Johan Wilhelm Henric Elies 1774

Ingemarshof, eller Stora Ingemarshof, var en malmgård i nuvarande kvarteret Ingemar vid Roslagsgatan / Ingemarsgatan i Vasastan i Stockholm. Den fick sitt namn av krögaren Ingemar Frodbom som där drev värdshusrörelse i 1700-talets början. Huvudbyggnaden brann ned 1906.

## Historik

### Stora Ingemarshof

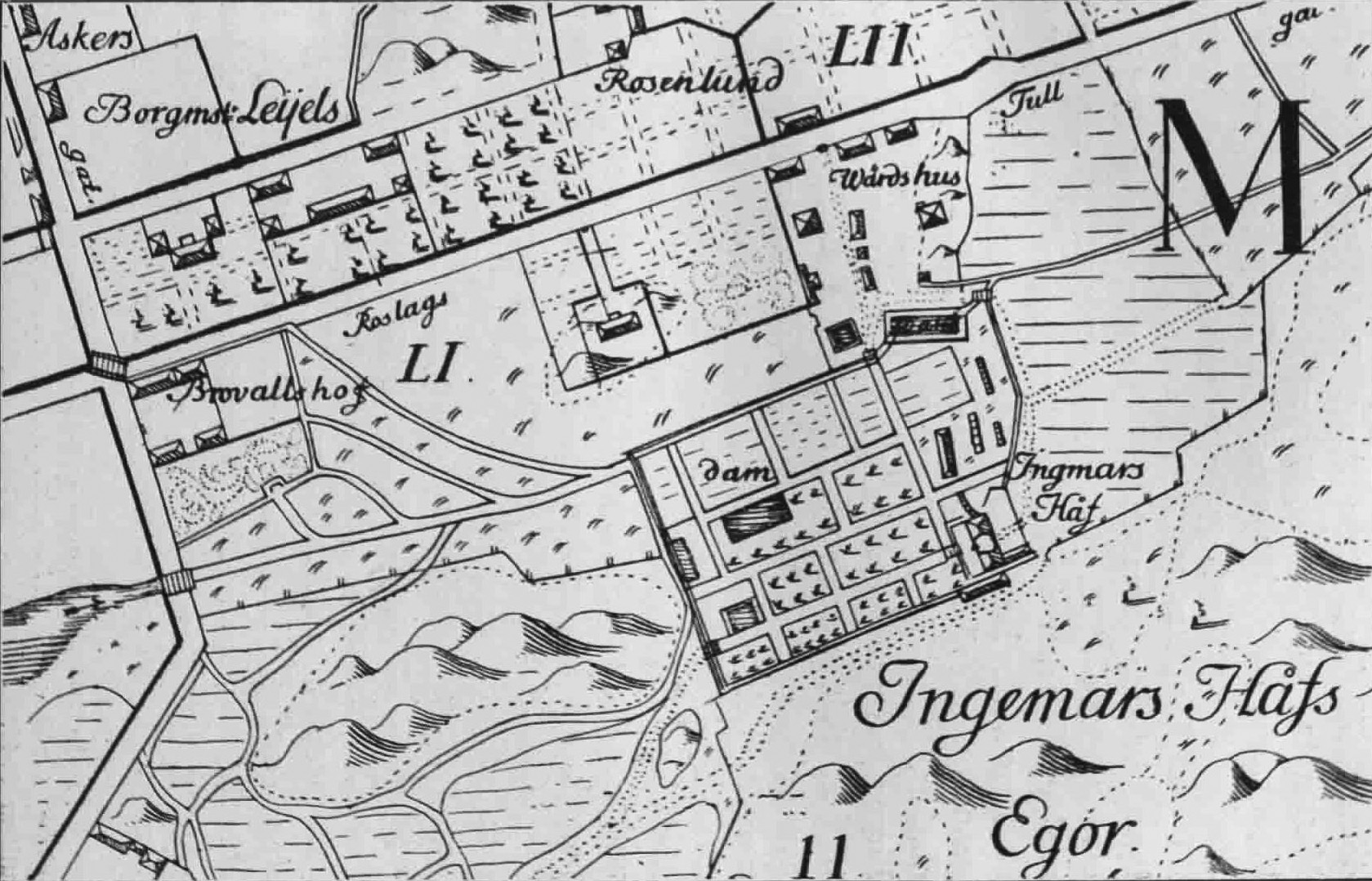
Ingemarshof enligt Tillaeus karta 1773. (Norr är åt höger)

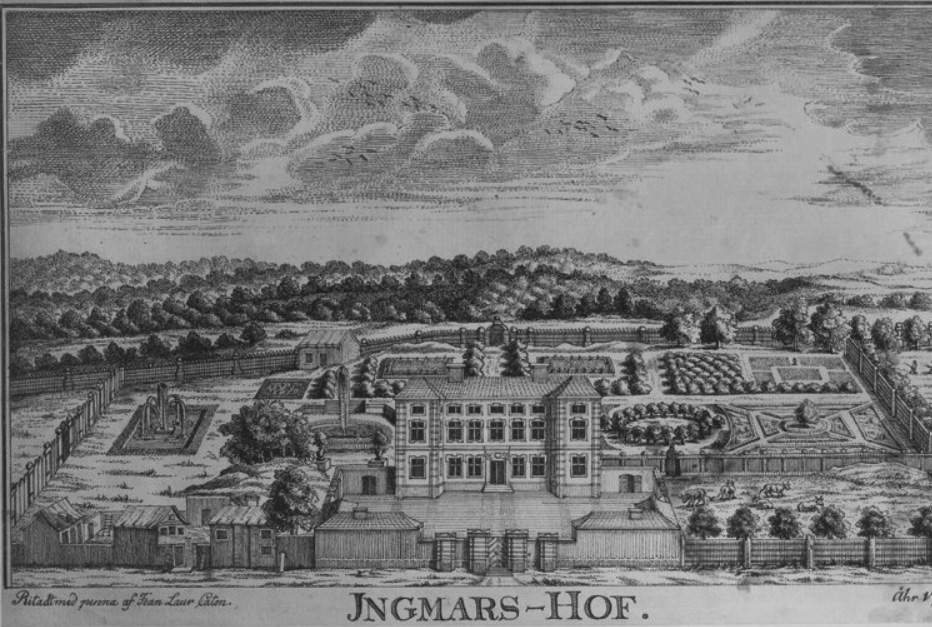
Ingemarshof enligt Johan Laurentz Caton, 1777

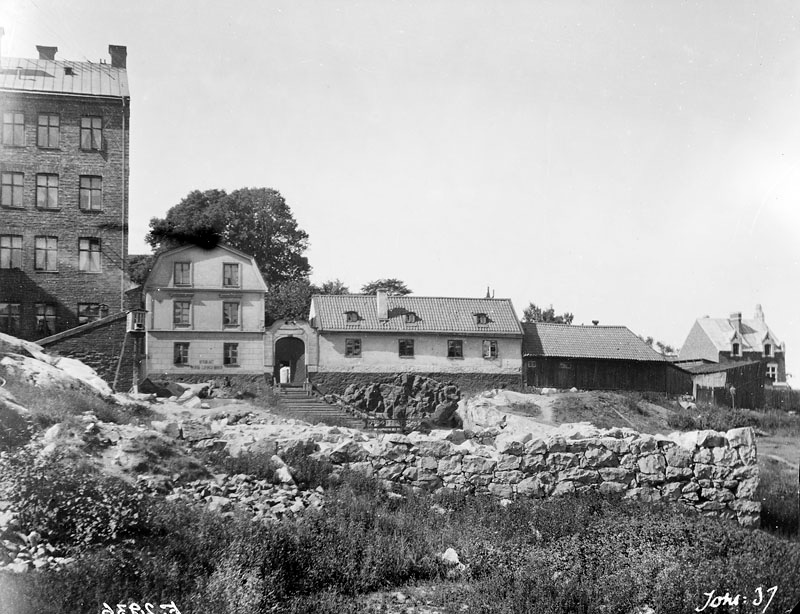
Lilla Ingemarshof. Foto av Kasper Salin

I trakten kring Roslagstull inköpte den förmögne vinhandlaren och källarmästaren på Kastenhof Ingemar Frodbom (död 1726) en tomt 1710. Gården fick sitt namn efter samme byggherre som utmed Roslagstullsgatan lät resa ett hus för värdshusrörelse samt ekonomibyggnader öster därom. I markköpet ingick även några ruddammar för fiskodling, och i anslutning till dessa anlades en vacker trädgård som senare kom att omtalas av Carl von Linné. Tomten genomkorsades av Kattrumpsbäcken som förband sjöarna Stora Träsket och Brunnsviken. Vid 1600-talets slut blev Frodbom även ägare till ett hus vid Drottninggatan där han drev källaren Tre Tunnor.
Efter Frodboms bortgång 1726 övertogs egendomen av hans änka Anna Maria Brun. Dottern Margareta hade 1717 ingått äktenskap med den förmögne köpmannen och brukspatronen Mikael Hising och denne kom efter änkans bortgång att överta ägandet.
På 1770-talet lät den dåvarande ägaren bergsrådet Samuel Sandel bygga om anläggningen enligt franskt mönster. Huvudbyggnaden, i två våningar, försågs med framspringande hörnpaviljonger medan gården slöts mot gatan genom två lägre flyglar mellan vilka en monumental entré restes. Ekonomibyggnaderna flyttades norr om huvudbyggnaden medan trädgården omgestaltades i barockstil.
Under 1800-talets andra halva expanderade staden och tidigare lantliga områden bebyggdes. 1865 påbörjades styckningen av Ingemarshofs ägor som vid denna tid sträckte sig ända bort till Surbrunnsgatan. Ett förstadssamhälle med öknamnet Sibirien växte upp på de tidigare ängarna, bestående av illa byggda hus för den fattigare delen av befolkningen. Området reglerades i slutet av 1800-talet allt medan den gamla malmgården förföll. Ett hyreshus restes mot Roslagsgatan, framför huvudbyggnaden som då blev gårdshus. I början av 1900-talet omvandlades det till Grafström & Co:s kaffebränneri, men 1906 brann den slutligen ned.

### Lilla Ingemarshof
Tvärs över gatan finns ännu en gård utmärkt på Tillaeus karta från 1731. Denna kom senare att gå under namnet Lilla Ingemarshof och fungerade tidvis som värdshus. Lilla Ingemarshof revs i samband med en breddning av Roslagsgatan vid kvarteret Kråkan 1928.

### Nutid
Idag finns inga synliga lämningar av Stora eller Lilla Ingemarshof kvar, men förutom Ingemarsgatan och kvarteret Ingemar minner även bostadsområdet Ruddammen om den tidigare gården och dess verksamhet.

## Panorama

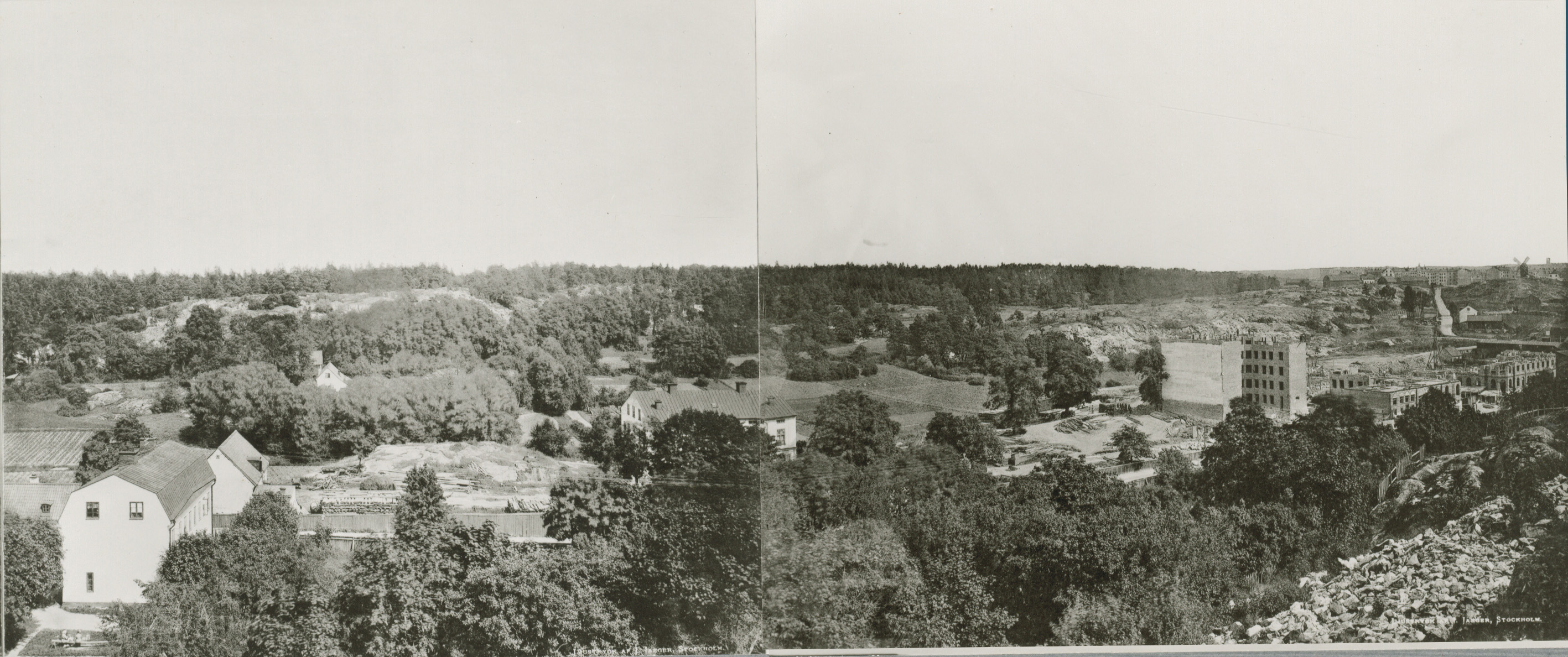
Lilla och Stora Ingemarshof sett från Vanadislunden 1888. Längst till höger skymtar kvarnen Starckan.